# مساهرتا
مساهرتا كان رئيس كهنة آمون في طيبة بين عامي 1054 و 1045 قبل الميلاد. كان والده بينوزم الأول كاهن أيضًا والحاكم الفعلي للوجه القبلي من 1070 حتى أعلن نفسه ملكًا في 1054 ثم خلفه مساهرتا كرئيس للكهنة، والدته على الأرجح كانت دوات حتحور حنوت تاوي ابنة رمسيس الحادي عشر.